# Ана и приятели
„Ана и приятели“ (на английски: Anna & Friends) е френски компютърно анимиран сериал, който е базиран на книгата Anna & Froga, написана от Анук Рикард и е продуциран от Superprod. През 2021 г. Nickelodeon купува правата на сериала. Премиерата на сериала е излъчена на 4 март 2022 г.

## В България
В България сериалът започва излъчване по локалната версия на Ник Джуниър на 28 март 2022 г. с български дублаж, записан в студио „Про Филмс“.
| Персонаж      | Изпълнител           |
| ------------- | -------------------- |
| Жабка         | Александра Стефанова |
| Ана           | Александра Бачева    |
| Кристофър     | Наталия Полякова     |
| Рон           | Петър Каменов        |
| Бубу          | Стефан Георгиев      |
| Четец надписи | Виктор Иванов        |